# Регионален исторически музей (Търговище)
Вижте пояснителната страница за други значения на Регионален исторически музей.
Регионалният исторически музей в град Търговище, България е наследник на създадените през 1920-те години музейни сбирки.

## История
Решението за създаване на музей датира от 1951 г. Започва се на обществени начала. От 1953 г. има постоянна музейна експозиция. Окръжният исторически музей – Търговище функционира от 1960 г. като самостоятелен институт, който системно проучва и популяризира историята на Търговищкия край. Понастоящем е общински музей. Извършва проучвания на територията на Област Търговище.
Музеят може да посреща посетители в почивните дни и часове през цялата седмица по предварителна заявка на тел. 0601/ 65216; 64147 или чрез електронната поща (trgmuseum@abv.bg) и фейсбук страницата и профила.

## Фонд
Музеят е общоисторически, с пет основни отдела:
- „Археология“
- „История на България ХV-ХІХ в.“
- „Нова и най-нова история“
- „Етнография“
- „Фондове“

Разполага с уникални колекции и ценности от различни епохи, участвали в големи национални музейни експозиции в България и чужбина. Най-известно е Кралевското златно съкровище. Музейният фонд съхранява над 25 000 инвентарни номера, свидетелства от времето на неолита (7 хилядолетие пр.н.е.) до днес. С особен акцент е темата за ежегодния пролетен Ескиджумайски (Търговищки) панаир, с международна известност – фактор за търговския обмен в Османската империя (през Възраждането) и в Княжество България (след Освобождението).

## Експозиции
Днес музеят разполага с 3 основни постоянни експозиции.
- В сградата на бившето училище „Хаджи Руси“ е Археологическата експозиция, разказваща за Търговищкия край от праисторически времена до Средновековието, с уникалната енеолитна култова сцена от с. Овчарово, идолни колекции, експонати от тракийско и златотъкан плат, епиграфски паметници.
- Етнографската експозиция е във възрожденската Хаджиангелова къща (1863) и представя бита, традициите, народните вярвания на местното население (християни – хърцои, капанци, преселници – балканджии, тракийци и шопи; мюсюлманите – турци и алиани), свидетелства за богата народна душевност и високо художествено майсторство.
- Къща музей „Никола Симов-Куруто“ е посветена на известния български революционер – знаменосец на Ботевата чета.

Във фоайето на старото училище „Св. Седмочисленици“ (1863), паметник на културата с национално значение, се представят временните изложби на музея.